# Gio Matteo Natoli
Gio Matteo Natoli fue un caballero de Termini Imerese (Termini), ahora en la provincia de Palermo (Sicilia).

Corona de nobleza usada por Caballeros Imperial

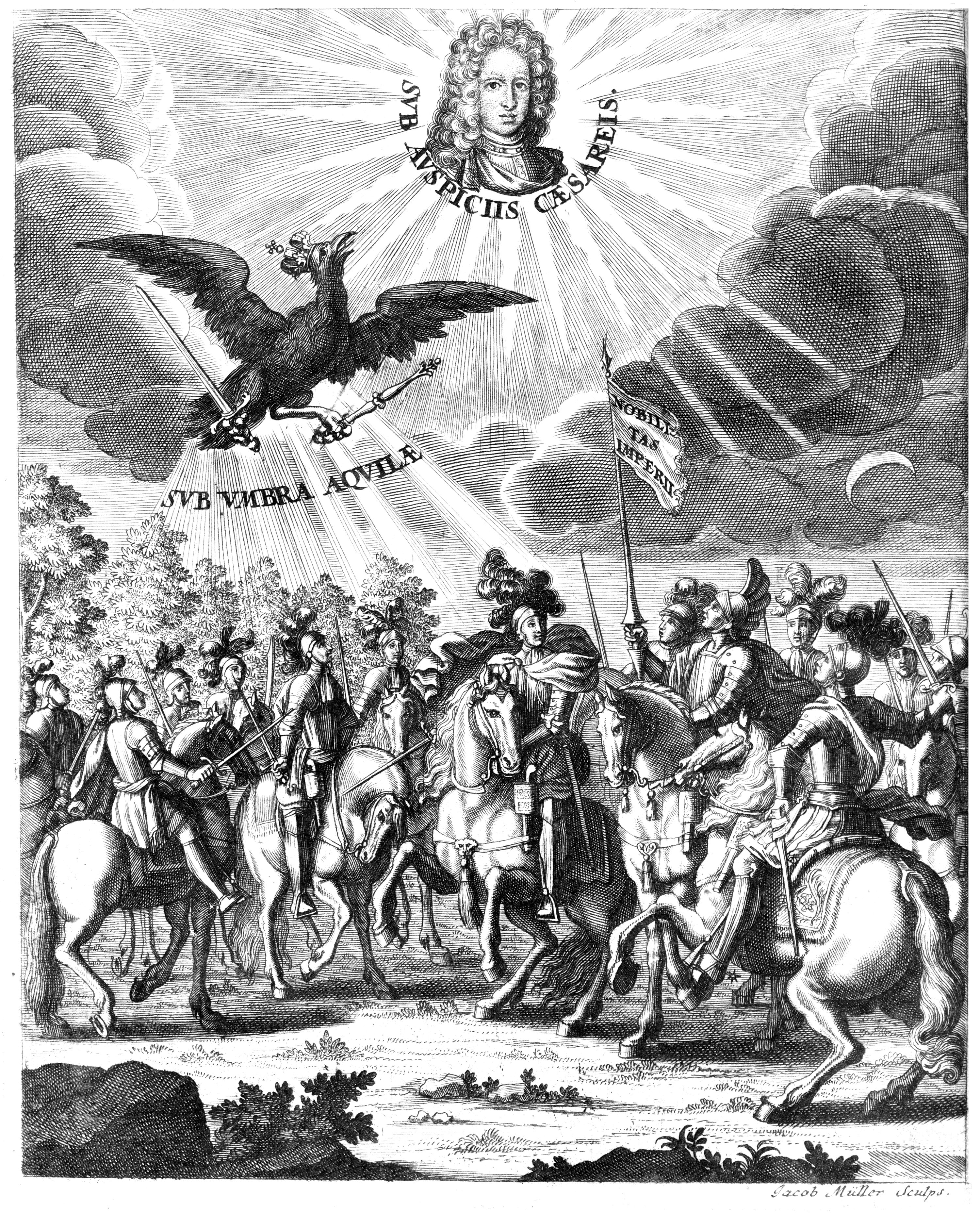
Grabado representando a los Caballeros Imperiales, 1710

## Biografía
Giovanni Matteo Natoli vivió en Messina, con sus dos hermanos, Giovanni Forte y Francesco. Un noble de la Casa de Natoli, quien fue galardonado con el "Cingolo Militar" con el título de Real Caballero por el Emperador del Sacro Imperio Romano Rey Carlos I de España y Sicilia, y posteriormente fue nombrado Caballero Imperial (Caballero del Sacro Imperio Romano Germánico) en Bruselas del Emperador del Sacro Imperio Romano Maximiliano I de Habsburgo I Él era también el embajador del Reino de Sicilia en la República de Venecia.
El 4 de mayo de 1523 Natoli adaptó, a su propio costo, dos acorazados, o "Galera", Para proteger la Tierra Santa y el Papa de un ataque inminente en el mar Adriático.
Luchó en muchas batallas durante el siglo XVI, incluyendo la Conquista de Túnez (1535), La Goulette y la batalla de Lepanto (1571). Finalmente murió en la provincia de Messina, cerca de sus tierras de Raccuja, Ficarra, Piraino, San Piero Patti y Brolo.
Su hijo era Antonino Natoli, señor del castillo de Patti, Sicilia, que se casó con Francesca d'Amato. Llevaban dos hijos, Simone y Gerardo Natoli.
Gio Matteo Natoli murió en Sant'Angelo, reconocido como héroe de Europa, dejando una de las mayores herencias occidentales de la época.